# Larrey (Côte-d’Or)
Larrey település Franciaországban, Côte-d’Or megyében. Lakosainak száma 96 fő (2022. január 1.). Larrey Molesme, Poinçon-lès-Larrey, Villedieu, Bissey-la-Pierre, Bouix és Marcenay községekkel határos.

## Népesség
A település népességének változása:
| Lakosok száma | 107  | 104  | 92   | 92   | 102  | 95   | 92   | 95   | 95   | 96   |
|               | 1968 | 1982 | 1990 | 2006 | 2013 | 2015 | 2017 | 2019 | 2020 | 2022 |